# 東横映画
東横映畫株式會社（とうよこえいが、1938年6月8日 設立 - 1951年3月31日 合併）は、かつて存在した日本の映画会社である。東急資本のもとに映画館経営から出発し、第二次世界大戦後に旧満洲映画協会（満映）のメンバーを中心にして、京都・太秦の「大映第二撮影所」で劇映画を製作した。東映の前身の1社である。

## 略歴・概要
1938年6月8日、東京横浜電鉄（のちの東急・東急電鉄）の興行子会社として設立。社長は同電鉄の五島慶太、資本金は30万円。設立に先立つ同年3月、渋谷に開場した「東横ニュース劇場」、同年11月に開場した「五反田東横劇場」を経営。1943年、昭和興業、新宿興業、京浜興業を合併して資本金を50万円に増資、劇場を7館に増やす。
1944年（昭和19年）3月、五島に代り浦川睦臣が社長に就任、翌1945年（昭和20年）、空襲などで全劇場を喪失。同年8月15日の終戦を経て、同年12月、十条に映画館をオープン、明けて1946年（昭和21年）1月1日、渋谷駅直結の東横百貨店内に大映作品と松竹作品を公開する映画館3スクリーンのほかに、3つの劇場をオープンする。同年2月、東急本社の黒川渉三専務が兼務で社長に就任。同年内に五反田東横映画劇場を再建、新宿に映画館を開き、「多摩川園」を吸収合併し、資本金を300万円に増資。同年11月、同社の定款に映画の製作・配給を加え、大映との提携を進めた。
1947年（昭和22年）、大映との協定を結び、「大映第二撮影所」を借りて製作する準備が始まる。同年9月、資本金を2,000万円に増資、同撮影所を「東横映画京都撮影所」とし、旧満映のメンバーを中心に製作を開始。設立第1作は稲垣浩監督、上原謙・轟夕起子主演による『こころ月の如く』で、同年9月16日に大映の配給により公開する。
1949年（昭和24年）5月、資本金を5,000万円に増資、同年9月、黒川に代り比嘉良篤が社長に就任。同年10月1日、映画配給会社「東京映画配給」を設立、従来の大映から配給を移管。移管後の第1作は松田定次監督、片岡千恵蔵主演による『獄門島』で、同年11月20日から公開された 。同年12月、比嘉に代り鈴木幸七が社長に就任した。
1951年（昭和26年）4月1日、東横映画、太泉映画、東京映画配給の3社が合併して「東映」となる。東横映画撮影所は「東映京都撮影所」に、太泉映画スタジオは「東映東京撮影所」になり、東京映画配給の配給・興行の機構は、本社および支社、直営館として東映を構成した。
同社は、製作会社としては、1947年3本、1948年10本、1949年12本、1950年26本、1951年6本、合計57本を製作した。
2012年（平成24年）7月現在、東京国立近代美術館フィルムセンターは、『のど自慢狂時代』（監督斎藤寅次郎、1949年）、『獄門島』（監督松田定次、1949年）、『日本戦歿学生の手記 きけ、わだつみの声』（監督関川秀雄、1950年）、『殺陣師段平』（監督マキノ正博、1950年）の4作のほか、『三本指の男』（監督松田定次、1947年）、『にっぽんGメン 第二話 難船﨑の血鬪』（監督松田定次、1950年）、『乱れ星荒神山』 （監督萩原遼、1950年）、『千石纏』（監督マキノ雅弘、1950年）、『女賊と判官』（監督マキノ雅弘・萩原遼、1951年）の5作の上映用プリントを新たに収蔵した。東映チャンネルは、上記のほか、『にっぽんGメン』（監督松田定次、1948年）、『旗本退屈男捕物控 七人の花嫁』（監督松田定次、1950年）、『旗本退屈男捕物控 毒殺魔殿』（同）、および『レ・ミゼラブル あゝ無情 第一部 神と悪魔』（監督伊藤大輔、1950年）と 『レ・ミゼラブル あゝ無情 第二部 愛と自由の旗』（監督マキノ雅弘、1950年）を133分にまとめた「総集篇」を放映している。福岡市総合図書館が所蔵するものは、上記『殺陣師段平』のみである。全57作中、13作のみ、現存が確認されているということである。

## 企業データ
- 所在地 : 東京都品川区五反田1丁目272番地 白木ビル3階[17]
- 事業内容 : 映画の製作・配給・興行
- 設立 : 1938年6月8日
- 資本金 : 5,000万円 （1949年）
- 代表者 :

1. 五島慶太 （1938年）
2. 浦川睦臣 （1944年）
3. 黒川渉三 （1946年）
4. 比嘉良篤 （1949年）
5. 鈴木幸七 （1949年）

撮影所
- 名称 : 東横映画京都撮影所 [17]
- 所在地 : 京都府京都市右京区太秦西蜂ヶ丘9番地 [17]

## フィルモグラフィ

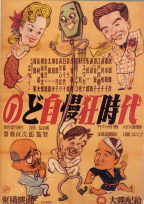
『のど自慢狂時代』、1949年。

『こんな女に誰がした』、1949年。

### 大映の配給
1947年 
- 『こころ月の如く』 : 監督稲垣浩、1947年9月16日公開
- 『女だけの夜』 : 監督クラタ・フミンド、1947年11月4日公開
- 『三本指の男』 : 監督松田定次、1947年12月9日公開（フィルムセンター所蔵）

1948年 
- 『金色夜叉 前篇』 : 監督マキノ正博、1948年1月20日公開
- 『金色夜叉 後篇』 : 監督マキノ正博、1948年2月3日公開
- 『花嫁選手』 : 監督小杉勇、1948年3月23日公開
- 『かくて忍術映画は終りぬ』 : 監督小杉勇、1948年5月18日公開
- 『男を裁く女』 : 監督佐々木康、1948年6月22日公開
- 『五人目の目撃者』 : 監督松田定次、1948年8月3日公開
- 『野球狂時代』 : 監督斎藤寅次郎、1948年9月6日公開
- 『にっぽんGメン』 : 監督松田定次、1948年10月12日公開（東映チャンネル放映）
- 『すいれん夫人とバラ娘』 : 監督田中重雄、1948年11月8日公開
- 『月光城の盗賊』 : 監督島耕二、1948年11月29日公開

1949年 
- 『新妻会議』 : 監督千葉泰樹、1949年1月17日公開
- 『不良少女』 : 監督成瀬巳喜男、1949年3月22日公開
- 『のど自慢狂時代』 : 監督斎藤寅次郎、1949年3月28日公開（フィルムセンター所蔵）
- 『わが子ゆえに』 : 監督小杉勇、1949年5月30日公開
- 『こんな女に誰がした』 : 監督山本薩夫、1949年7月4日公開
- 『仮面舞踏会』 : 監督千葉泰樹、1949年8月29日公開
- 『花嫁と乱入者』 : 監督小杉勇、1949年9月26日公開
- 『無頼漢長兵衛』 : 監督亀井文夫、1949年11月13日公開

### 東京映画配給の配給
1949年 
- 『獄門島』 : 監督松田定次、1949年11月20日公開（フィルムセンター所蔵） - 東京映画配給第1回配給作品
- 『獄門島 解明篇』 : 監督松田定次、1949年12月5日公開
- 『ホームラン狂時代』 : 監督小田基義、配給大映[18]、1949年12月13日公開
- 『弥次喜多猫化け道中』 : 監督井上金太郎、1949年12月20日公開

1950年 
- 『にっぽんGメン 第二話 難船崎の血闘』 : 監督松田定次、1950年1月3日公開（フィルムセンター所蔵）
- 『妻の部屋』 : 監督滝沢英輔、1950年1月24日公開
- 『続不良少女』 : 監督小田基義、1950年2月7日公開
- 『俺は用心棒』 : 監督稲垣浩、1950年2月19日公開
- 『戦慄』 : 監督関川秀雄、1950年2月26日公開
- 『かっぽれ音頭』 : 監督渡辺邦男、1950年3月21日公開
- 『いれずみ判官 桜花乱舞の巻』 : 監督渡辺邦男、1950年4月14日公開
- 『いれずみ判官 落花対決の巻』 : 監督渡辺邦男、1950年4月22日公開
- 『毒牙』 : 監督春原政久、1950年4月30日公開
- 『獅子の罠』 : 監督松田定次、1950年5月13日公開 - 大洋興行と提携製作
- 『闇に光る眼』 : 監督松田定次/萩原遼、1950年6月10日公開
- 『日本戦歿学生の手記 きけ、わだつみの声』 : 監督関川秀雄、1950年6月15日公開（フィルムセンター所蔵）
- 『天保人気男 妻恋坂の決闘』 : 監督渡辺邦男、1950年7月11日公開
- 『ジルバの鉄』 : 監督小杉勇、1950年8月12日公開
- 『新粧五人女』 : 監督滝沢英輔、1950年8月19日公開
- 『殺陣師段平』 : 監督マキノ正博、1950年8月26日公開（フィルムセンター所蔵）
- 『旗本退屈男捕物控 七人の花嫁』 : 監督松田定次、1950年9月23日公開（東映チャンネル放映）
- 『女学生群』 : 監督小田基義、1950年9月30日公開
- 『旗本退屈男捕物控 毒殺魔殿』 : 監督松田定次、1950年10月7日公開（東映チャンネル放映）
- 『七色の花』 : 監督春原政久、1950年10月14日公開
- 『レ・ミゼラブル あゝ無情 第一部 神と悪魔』 : 監督伊藤大輔、1950年11月3日公開（東映チャンネル総集篇放映）
- 『レ・ミゼラブル あゝ無情 第二部 愛と自由の旗』 : 監督マキノ雅弘（マキノ正博）、1950年11月14日公開（東映チャンネル総集篇放映）
- 『乱れ星荒神山』 : 監督萩原遼、1950年11月24日公開（フィルムセンター所蔵）
- 『天皇の帽子』 : 監督斎藤寅次郎/毛利正樹、1950年12月1日公開
- 『エノケンの八百八狸 大暴れ』 : 監督渡辺邦男、1950年12月16日公開 - エノケンプロダクションと提携製作
- 『千石纏』 : 監督マキノ雅弘、1950年12月31日公開（フィルムセンター所蔵）

1951年 
- 『女賊と判官』 : 監督マキノ雅弘/萩原遼、1951年1月5日公開（フィルムセンター所蔵）
- 『お艶殺し』 : 監督マキノ雅弘、1951年2月17日公開
- 『夢介千両みやげ 春風無刀流』 : 監督萩原遼、1951年3月17日公開
- 『無国籍者』 : 監督市川崑、1951年4月14日公開 - 昭映プロダクションと提携製作、配給東映

### 東宝の配給
1951年
- 『風にそよぐ葦』 : 監督春原政久、1951年1月19日公開
- 『風にそよぐ葦 愛の終戦篇』 : 監督春原政久、1951年3月10日公開

## 関連事項
- 太泉映画、東京映画配給
- 東映 - 東映京都撮影所、東映東京撮影所
- マキノ光雄
- 多摩川園